# Slash (Teenage Mutant Ninja Turtles)
Slash is een personage uit het Teenage Mutant Ninja Turtles universum. Hij is net als de Turtles een gemuteerde schildpad, en komt in verschillende versies van de TMNT voor.

## Originele animatieserie
In de eerste animatieserie was Slash aanvankelijk een normale schildpad, en het huisdier van Bebop. Slash werd gemuteerd tot zijn antropomorfe vorm door Bebop en Rocksteady met een supermutageen, dat Shredder en Krang hadden gemaakt. Ze deden dit, omdat ze het zat waren, dat zij al het werk in de Technodrome, die toen vastzat in Dimensie X, moesten opknappen. Door Slash te muteren hoopten ze een nieuwe werker te maken, die enkele van hun taken kon overnemen.
Helaas voor de twee bleek Slash veel sterker en gevaarlijker te zijn dan zij. Hij had ook een onstabiel humeur en een obsessie met palmbomen (omdat toen hij nog een normale schildpad was zijn enige speeltje een plastic palmboom was). Toen Bebop deze plastic palmboom per ongeluk in een ventilatieschacht liet vallen, ging Slash door het lint, stal Shredders Shaolin zwaarden en richtte een ravage aan in de Technodrome. Hij werd naar de Aarde gestuurd, waar hij tegen de Turtles vocht.
Uiteindelijk werd Slash de ruimte in gestuurd in een vuilnisraket. Omdat hij aan boord van deze raket ook een plastic palmboom vond, werd hij weer kalm.
Hij keerde weer terug in 'Donatello Trashes Slash', waarin hij een aliën was tegengekomen, die hem een speciale helm had gegeven. Deze helm vergrootte Slash zijn intelligentie. Donatello en de rest van de Turtles vernietigden de helm later, waardoor Slash weer zijn oude domme zelf werd.
Slash verscheen ook in 'Nights of the Rogues', waarin hij samen met Leatherhead, Rat King, Tempestra, Scumbug, Anthrax, en Chrome Dome werd ingehuurd door Shredder.

## TMNT Adventures
Slash verscheen ook in de stripserie Teenage Mutant Ninja Turtles Adventures van Archie Comics. Hij verscheen hierin voor het eerst op de planeet Morbus, waar veel giftig afval werd gedumpt. Deze versie van Slash zag er net zo uit als de Turtles, maar had slagtanden in plaats van gewone tanden en droeg een zwart masker. Net als Krang was hij naar deze planeet verbannen vanwege gruwelijke misdaden. Hij werkte samen met Krang en de crimineel Bellybomb.
Krang belandde, nadat Krang was verslagen, op Aarde en ontmoette de Mutanimals. Zij brachten hem naar een tropisch eiland vol palmbomen. Slash schoot de Mutanimals te hulp, toen zij aangevallen werden, maar kon niet voorkomen, dat ze werden gedood. Hij werkte hierna samen met de Turtles om de buitenaardse koningin Maligna te verslaan. Uiteindelijk offerde Slash zich op om de Turtles te helpen ontsnappen uit Maligna's schip, dat op ramkoers lag met de zon.
In de Mutanimals stripserie leek Slash ongewoon sterk te zijn. Hij verscheurde tanks en was immuun voor vuurwapens.

## Videospellen
Slash verscheen in twee van de Teenage Mutant Ninja Turtles videospellen. Het eerste was Teenage Mutant Ninja Turtles III: The Manhattan Project voor de NES. Hierin was hij een eindbaas en gebruikte en lange kris als wapen. Hij kon zeer snel bewegen en was daardoor lastig te raken.
Het tweede spel was Teenage Mutant Ninja Turtles IV: Turtles in Time in de SNES versie. Hij was hierin de eindbaas in het prehistorische level, en wordt gezien als een van de sterkste bazen in het spel.

## Derde animatieserie
Na afwezig te zijn geweest in de animatieserie uit 2003, is Slash weer van de partij in de Derde animatieserie. Hierin wordt zijn stem gedaan door Corey Feldman.
Slash maakt zijn debuut onder de naam Spike, een Terrapene die door Raphael als huisdier gehouden wordt. Raphael uit geregeld zijn frustraties over de andere Turtles tegen Spike, die hierdoor gaat denken dat de andere Turtles Raphaels' vijanden zijn. In de aflevering Slash and Destroy drinkt Slash van het Kraang mutagen en verandert in een zwaar gespierde, humanoïde terrapene. Hij neemt de nieuwe naam Slash aan en besluit Raphaels nieuwe partner te worden, maar probeert de andere turtles uit de weg te ruimen. Hierdoor moet Raphael hem uiteindelijk confronteren en uitschakelen.
In de aflevering "Metalhead Rewired" is Slash inmiddels gevangen door de Kraang totdat Metalhead en de turtles hem helpen ontsnappen. In "Newtralized" vecht hij samen met de Turtles tegen aan amorele held genaamd Newtralizer, die heel New York wil vernietigen om zo de Kraang te stoppen. Hierdoor herwint hij het vertrouwen van de groep. In seizoen 3 wordt Slash de leider van de Mighty Mutanimals, een groep van mutanten die net als de Turtles tegen de Kraang vechten. 